# Spilogona grisecens
Spilogona grisecens är en tvåvingeart som först beskrevs av Ringdahl 1930.  Spilogona grisecens ingår i släktet Spilogona och familjen husflugor. Inga underarter finns listade i Catalogue of Life.